# Bragelogne-Beauvoir
Bragelogne-Beauvoir – miejscowość i gmina we Francji, w regionie Grand Est, w departamencie Aube.
Według danych na rok 1990 gminę zamieszkiwały 284 osoby, a gęstość zaludnienia wynosiła 12 osób/km².